# 더 로드 (소설)
《더 로드》(The Lord)는 한국 소설가 성진이 만들어 낸 게임 판타지 소설이다. 총 10권으로 구성되어 있으며 2010년 4월 10일 10권을 완결로 끝이 났다.
판타지 소설 중에서도 미래에서 과거로 전환되는 것을 가지고 있다.

## 줄거리
자신은 나락을 경험했다. 만렙육성머신이라 불리던 그는 인류역사상 최고,최대의 게임(가상현실게임) The One의 기술력을 의심해 더원을 늦게 플레이하게 되었다. 7년간 더원을 철저히 분석하고 밤낮으로 플레이했지만(더원의 오픈베타 서비스 기간은 8년, 주인공은 남들보다 1년 늦게 더원을 플레이함) 그는 더원의 통합 랭킹 10,000위에도 오르지 못한다(주인공의 랭킹은 10,004위였고 이는 일반인 사이에서는 대단한 것이었지만 주인공은 만족하지 못함. 참고로 더원의 유저수는 약1억명). 그는 자포자기하며 Wish라는 술집에서 술을 마시고 잠든다. 깨어난 그의 앞에 정체를 알 수 없는 검은 남자가 다가온다. 검은 남자가 와서 말했다. 과거로 다시 돌아가고 싶냐고. 그는 말했다. 돌아가고 싶다고. 검은 남자가 말했다. 당신이 다시 시간이 흘러 이때와 같은 마음을 가지고 있다면 당신의 영혼을 가져 가겠다고. 그는 허락했다.
그리고 ... 그는 과거로 와있었다. 그는 자신이 알고 있는 미래의 기억(더원의 주요 사건, 정보 등)을 이용해 더원을 플레이한다. 나락으로 떨어지지 않도록 그는 힘을 냈다. 최강이, 일인군단이, 독보천하가 되기 위해서...... 많은 만남과의 연결고리, 많은 행운과의 연결고리, 많은 기적과의 연결고리......
그리고 ... The One을 하면서 알게 되는 ... 자신의 이야기 ... 세계의 이야기 ... 모든 것이 연결되고 있었다.
간절한 갈망은 기적을 만들고 기적은 결코 이루어질 수 없는 연결고리를 잇는다. 자 일인군단의 독보천하가 지금 시작된다.

## 등장인물
```
- ()에 있는 것은 게임의 닉네임이다. 가명이 아닌 실명 닉네임으로 넣었다.
```

### 주요 등장인물
- 류신(신): 이 소설의 주인공. 과거로 시간을 역행했다고하며 가상현실게임 The one에서 일인군단, 일인무적이 되려고 한다. 직업은 더 로드로

프로이드의 직업인 전능자의 다음 단계이다. 분석적이고 침착하며 끈기가 많고 남 앞에서 자랑하지 않는 성격.
신은 우선 클로즈베타 서비스를 플레이하여 <신>이라는 이름을 확보하고(더원에서 외자 이름은 드물다/ 갑과 을이 있는데 갑이 먼저 철수라는 닉네임을 정하고 그 이후에 을이 철수라는 닉네임을 정하면(같은 닉네임을 정하면) 을과 그 이후에 철수라는 이름을 정하는 모든 사람들은 세컨드네임을 정해야 한다. 친구 등록, 파티 등록과 같은 경우에는 세컨드네임이 드러나지 않지만 랭킹과 같은 공식기록에는 세컨드네임이 드러난다) 클로즈베타서비스에서만 획득할 수 있는 타이틀(호칭)인 <더로드>를 획득한다(사람들은 더로드라는 타이틀이 있는지도 몰랐으며 미래(주인공은 미래에서 왔기에 이 정보를 알고있음)에서 더원의 연구원 중 한명이 인터뷰를 하다가 실수로 뱉은 말로 사람들이 더로드라는 타이틀의 존재를 알게 됨).
신은 이후 오픈베타 서비스를 하며 더로드라는 직업을 획득하고 많은 사람들을 만나고 (주인공은 더원 초기에 많은 사람들과 인연을 맺고 이들은 주인공이 시간 역행하기 전(더원 오픈베타 후 8년)의 탑랭커, 유명인사들이었다) 자신과 더원세계의 여러 가지 비밀을 파헤치며 더원이 단순한 게임이 아니며 더원에 관련된 여러 초월적인 존재들을 알게된다.
신은 더로드 타이틀과, 더로드라는 직업, 메인퀘스트(종족퀘스트), 여러 아이템으로 남들보다 훨씬 빠르게 성장하며 후에 더원의 최강자 7명인 천무칠성(세븐스타)의 일원이 되며 천무칠성 중 천좌에 앉았다는 더원의 최강자가 된다(신은 천무칠성이라 불리기 전에 천살이성이라고 불렸다. 천살이성은 용문 전신과 회색의 학살자인데 둘다 신이었고 신이 자신의 정체를 알리지 않아서 사람들이 천살이성이 두명이라 생각함, 후에 라트마 길드와의 전투로 용문전신과 회색의학살자가 동일인물이란 것이 알려지고 신은 그 후에 천무칠성이 됨). 신은 <무적자>라고 불리며 더원에서 절대적인 강함을 보여주며 몇 차례의 전설적인 전투를 치러 많은 사람들의 주목을 받는다. 더원에서 최강자이자 가장 수수께끼의 인물.
- 혜정(린): 류신과 게임에서 만나게 된 한 여자. 천무칠성(세븐 스타)의 한명으로 알려져 있으며 다른 사람들에게는 검은 마녀라고 불린다. 그 외에도 검후, 소드퀸 등으로 불리며 여성임에도 불구하고 더원에서 최강자 중 한 명으로 통한다.

그리고 신과 린은 나중에 린의 언니의 납골당에서 다시 만나는 것으로 소설은 끝난다.
- 검은 로브: 류신을 과거로 보내주었다고 하는 사람. 술집 Wish에서 만나 류신에게 말을 걸었다. 과거로 돌아가고 싶냐는 말에 류신은 그와 계약하고 과거로 돌아가게 된다. 그녀의 정체는...... 4명의 태고신 중 한명인 가이아(여신)였다.

### 보조 등장인물
- 이나: 퍼스트 헌터 이나라고 불렸으며, 모험가로서 대단한 자이다. 류신과 만나서 친분을 쌓게 되고, 이나가 준 아이템 덕분에 류신은 폭업을 한 이야기도 있긴 하다. 류신이 알고 있는 기억으로는 여러곳에서 길드 제의가 들어오지만 거절을 계속당하자 문제가 났고, 우울증에 걸려 게임을 그만 두었다고 했지만 류신과 만나서 달라지게 되었다.
- 버그 스톤(Bug Stone): 암흑의 업그레이더로 알려져 있는 강화 전문가, 사람들에게 많이 알려졌다고 하는 대단한 강화사이며 류신과 친해져 빠른 발전을 얻는다. (류신은 미래의 정보를 제공함), 나중에는 많은 도움이 된다.
- 프로이드(Freud): 헬 레이드 팀의 팀장이자 전능자(全能者)라는 직업을 가지고 있고 천무칠성의 일원이다. 대미궁에서 류신과 만났으며, 류신의 직업인 더로드의 계기가 된 인물. 온전하고 팀원들과 사이가 좋으며 신뢰가 가는 자이다. 전능자의 기술에는 성스러운 희생(모든 생명력을 소비하여 주변 5M 안에 자신의 최대 생명력에 10배에 이르는 광역 데미지를 주는 기술-페널티로 레벨 10다운, 스킬 중 무작위로 스킬 하나의 스킬 숙련도가 0이 된다.)

이 있다.
- 클레타와 마가레타: 그림자 남매라고 불리며 월광의 마가레타와 월암의 클레타라 불린다. 마가레타에게는 달빛의 학살자라는 별명이 붙었다. 두 남매는 더 원에서 톱글래스급의 랭커이다(더원에서 최고,최강의 랭커는 천무칠성과 사은자고 그 밑에 많은 랭커들이 있다). 류신과 인연이 닿아 후에 친하게 지내고 많은 일들을 도와줌.
- 불꽃칼날: Pvp분야에서 유명한 랭커였던 유저로 류신과 클로즈베타 서비스부터 악연이었다. 클로즈 베타에서 사사건건 류신에게 pk를 걸어왔지만

오히려 342번이나 신에게 죽는다. 또한 오픈 베타에서는 린과 만날때에 신과 다시 만나서 싸우게 된다(이 때도 신과 린에게 죽는다).
- 라트마: 엠페러 길드의 길드 마스터, 타이틀 대군주 라는 SS급의 타이틀을 가지고 있는 자이다. 엠페러 길드는 길드원수가 40만명이 넘는 더원 최대의 길드이다.

류신, 린과 악연인 관계, 중국의 큰 회사의 아들이자 유명한 영화배우이기도 하다.
- 강민(천위강): 동대륙에서의 최강자이자 천무칠성의 일원. 유명한 프로게이머였다(스타워라는 게임의 프로게이머였는데 여기서 스타워는 작가님이 스타크래프트라고 쓰면 저작권에 걸리니까 스타워라고 쓰심/스타워 국제 리그 우승자였다. 류신과는 동대륙 결투장에서 만났지만 어떤 이유로 인해서 류신은 기권을 했다. 후에 류신과 친해짐.

## 주요 Map
- 동대륙: 한대륙. 동양의 세계관(무협지에 나오는 중원같은 곳)이 있는 곳으로 기,무공,주술 등이 발전되어 있다.

```
스킬은 무공, 길드는 문파등으로 불린다(한대륙은 동양쪽이라 한자로 이오스 대륙은 서양쪽이라 영어로/
```

이름은 다르지만 시스템적인 요소나 스킬 효과 등은 동일하다(스킬=무공,길드=문파 시스템적인 차이 없음))
서대륙은 여러 대형길드와 중소길드들로 세력이 통일되어있지 않지만 동대륙은 동양(무협지의 중원)이 세계관이라 무림맹이라는 하나의 세력으로 통합된다
(무림맹은 대반란(더원의 주요 사건 중 하나, 메인 스토리라고 해야하나? 암튼 그런거예요.)때 창설되고 무림맹주는 천위강이다.
- 서대륙: 이오스대륙. 서양의 세계관이 있는 곳으로 마법,마나 등이 발전되어 있다. 역시 길드,스킬,아이템 등 영어표현이 쓰이며 동대륙의 문파,무공과는 다르게 불리지만 시스템적인 차이는 없음.
- 죽음의 산맥: 동대륙과 서대륙의 중간에 위치한 산맥, 이 산맥 때문에 동,서 간의 교류가 안된다. 몬스터라 우글거리는 곳. 길이 없는 산맥이기에

동,서대륙간의 왕래가 없다가 유저들에 의해서 길이 만들어진다. 나중에는 죽음의 산맥의 몬스터들이 동,서대륙으로 쳐들어가는 <대반란>이 일어나고 더원의 최종보스라고 해야하나?(이 부분에서는 류신과 린,천위강,마가레타,클레타,프로이드 등이 마지막에 싸우는 상대이지만 사실 더로드의 세계관에는 칼슈타인 보다 더 쎈 존재(태고신들이나 신들, 초월자들)가 많아서 최종보스라고는 못하겠네요) 암튼 레드드래곤 켈슈타인의 둥지가 있고 마지막에 더원의 탑클래스 유저들(신,린,천무칠성,사은자,탑랭커들,기타 대형길드들의 정예들)과 켈슈타인이 더원세계와 지구를 지키기 위해 싸운다.
- 폭풍해류: 동,서간의 바다 경계를 막고 있는 모든 것을 삼키는 무시무시한 해류이다.

## 단어 설명
- 영어는 한글 발음에 넣었음

### (ㄷ)
- The One: 류신이 하는 가상 현실 게임의 이름이다.
- DH소프트: The one을 개발 했다고 하는 소프트사이다.
- The Lord: 류신이 가지고 있는 타이틀의 이름이자 자신의 직업의 이름이다.

### (ㄹ)
- 라르엘: 류신이 가지고 있는 소환수 중 하나, 원래 최상급 화염의 정령이었으나 광기에 걸려 버리고서 힘을 다 소진하는 바람에 류신에게 귀속 되었다. 이때 류신이 가진 소환수의 알을 사용해서 다시 살아난 것이다.

### (ㅁ)
- 묵: 마계의 마령의 숲에서 류신이 얻은 고대의 비밀 중의 소환수, 400의 보스 몬스터로 이름이 없는 칠흑의 마수라 일쿼졌다. 길들이기에 성공했다.

묵을 소환하기 위해서는 아이템을 제몰로 바쳐야 가능하다.

### (ㅈ)
- 진(류신): 우주의 4명의 태고신 중 한명으로 빛을 대표한다.

어둠을 대표하는 닉스는 어느 순간 진을 사랑하게 된다(태고신들에게는 감정이 없음) 이것이 비극의 시작이었다.
닉스는 오랜 세월동안 진을 사랑하고 사랑하는 마음은 더욱 깊어진다. 닉스는 진을 위해 빛이 올 때면 어둠인 자신이 물러나준다.
아무튼 어둠이 물러나고 빛이 주목받자 자랑하기 싫어하고 겸손한 성격인 진은 인간으로 변신해 인간들과 어울리며 모험을 한다.
진은 오랜시간 인간들과 함께하면서 물론 '사랑'이라는 것도 몇번(몇 세대에 걸쳐/진은 태고신이라 수명이 무한이예요)하지만
후에 만나는 아드리안과는 진정한 사랑을 하게 된다.

### (ㅊ)
- 천무칠성(세븐스타): 유저가 1억명이 넘는 더원에서 가장 강한 7명의 유저들. 동대륙 출신은 무적자(신이 동,서대륙을 왔다갔다하긴 했지만 그래도 동대륙에서 시작했으니까), 투신 천위강, 불사마군 한림이 있고 서대륙에는 검은 마녀, 대마법사 가웨인, 전능자 프로이드, 어둠의 성기사 에스카가 있다.

### (ㅌ)
- 태고신: 억겁 전 <창조주>가 우주를 <창조>하고 자취를 감췄다.

그리고 우주는 최초의 차원인 제1차원에서 가장 먼저 신성을 획득한 4명의 태고신에 의해 유지된다.
우주는 처음에는 제1차원하나였지만 시간이 흐르면서 수천,수만개의 차원이 생겨나고 태고신들은 억겁의 시간동안 차원들을 유지한다.
빛을 대표하는 진, 어둠을 대표하는 닉스, 하늘을 대표하는 우라노스, 대지를 대표하는 가이아.